# Ronald Davis (jugador d'hoquei sobre herba)
Ronald Davis   (28 de desembre de 1914 - Manchester, 24 d'octubre de 1989) va ser un jugador d'hoquei sobre herba britànic que va competir durant la dècada de 1940.
El 1948 va prendre part en els Jocs Olímpics de Londres, on va guanyar la medalla de plata com a membre de l'equip britànic en la competició d'hoquei sobre herba.